# 이혼 파티
《이혼 파티》는 1985년 6월 9일에 MBC TV에서 방영되었던 베스트셀러극장이다.

## 줄거리
심리학 전공 대학교수인 민병욱(오승명)은 결혼 10년 만에 권태기를 맞는다. 유학 때문에 늦어진 결혼과 아이가 없다는 점이 부부 사이의 감정대립을 증폭시킨 것이다. 반면 아내 윤지영(정혜선)은 산부인과 의사로서 남편에게 예속된 존재로서가 아닌 인격체로서의 여성 및 남편과 동등한 자격을 부르짖으며 병욱과 팽팽히 맞서는데...

## 출연
- 오승명
- 정혜선
- 강인덕
- 김연자
- 전인택
- 송옥숙
- 나성균
- 박희우
- 문창근
- 김영석